# Robert P. Stefanik
Pour les articles homonymes, voir Stefanik.
 (juin 2025).
Robert P. Stefanik est un astrophysicien travaillant en particulier dans le domaine de la recherche d'exoplanètes.

## Découvertes
Robert P. Stefanik est connu entre autres comme co-découvreur de HD 114762 Ab, premier objet de masse substellaire connu en dehors du système solaire (le statut de planète ou de naine brune demeure incertain).